# Aspalathus chortophila
Aspalathus chortophila är en ärtväxtart som beskrevs av Christian Friedrich Frederik Ecklon och Carl Ludwig Philipp Zeyher. Aspalathus chortophila ingår i släktet Aspalathus och familjen ärtväxter.

## Underarter
Arten delas in i följande underarter:
- A. c. chortophila
- A. c. congesta
- A. c. kougaensis